# أولف
أولف ، (بالتيفيناغ :ⴰⵡⵍⴼ) مدينة جزائرية تقع في الجنوب الغربي للجزائر بالضبط في ولاية أدرار وهي مقر دائرة. تحتل القسم الشرقي للولاية. تبعد حوالي 240 كلم عن مقر الولاية. يبلغ عدد سكانها حوالي 67000 نسمة. تمتاز بطابعها المعماري الإسلامي.
تضم دائرة أولف أربع بلديات هي:
- أولف
- أقبلي
- تيط
- تمقطن

جغرافيا:
تقع منطقة أولف بين خطي طول 0.30° و 1.30° شرقا ودائرتي عرض 28° و 26° شمالا ارتفاعها عن سطح البحر: 280 م، مساحتها: 3020 كلم2

## الفقارة ومصادر المياه
تشمل بلدية آولف على عدد لاباس به من الفقارات والتي كانت تعتبرالمورد الأساسي للمياه في القديم حتي بداية الثمانينات اين تم ادخال الكهرباء وإنشاء الخزانات العمومية. نذكر من هذه الفقارات مايلي: الهزهوز _ النزوة _ بن ادراعو _ الفقيقيرة _ تورفين...
منها ما هو إلى حد الآن يجري به الماء ومنها ما قد جفت عينه ويبس مجراه.

## التاريخ
كما تعتبر مدينة أولف مجمع لثقافتين هي ثقافة سكان منطقة تيدكلت وسكان منطقة توات وهذا كونها تابعة إداريا لولاية أدرار وهي منطقة توات كما أن لها اختلاط عظيم في النسب مع سكان منطقة تيدكلت وبالخصوص مدينة عين صالح وقد اعتبرت سابقا نقطة ألتقاط الانفاس بالنسبة للقوافل القادمة من الشرق مرورا بهضبة تديكلت أو الاتية من الغرب من منطقة توات والمغرب.
قدم اولاد زنان وهم السكان الاصليين إلى اولف في خلال القرن السابع عشر حوالي 1697م قادمين من تلمسان وكانت لهم هبة وسلطة لا تضاهيها اية سلطة لا يعرفون الا مصورة البندقية
كما يوجد بالمنطقة تاريخ عظيم إلا أنه لا يزال في طيات الكتب والاذهان ولم يطلع عليه حتى شباب المنطقة إلا من سرق منهم بعض القصص الممزوجة بالاساطير من أفواه من خرف أو بدأ في التخريف من كبار شيوخ المنطقة.

## الثقافة
يوجد بالمنطقة مكتبة أثرية تعد من أعرق مكتبات المنطقة كما أنها تحوي كتبا من القرون الوسطى بها تاريخ المنطقة وتقع هذه المكتبة ببلدية أقبلي والتي هي تابعة إداريا لدائرة أولف
كما تضم اولف معالم اثرية قديمة كمقام الشيخ سيدي عيسى.